# James H. Brady

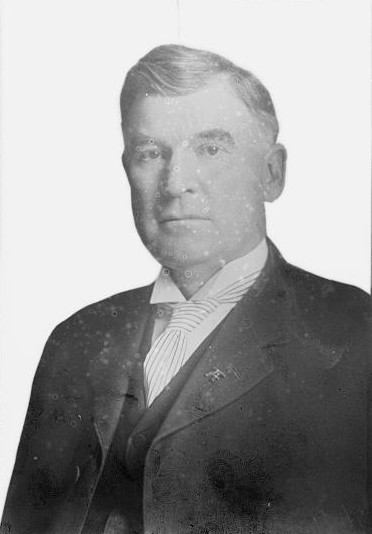
James H. Brady

James Henry Brady (* 12. Juni 1862 im Indiana County, Pennsylvania; † 13. Januar 1918 in Washington D.C.) war ein US-amerikanischer Politiker und von 1909 bis 1911 Gouverneur des Bundesstaates Idaho. Zwischen 1913 und 1918 vertrat er seinen Staat im US-Senat.

## Frühe Jahre und politischer Aufstieg
James Brady zog im Jahr 1865 mit seinen Eltern in das Johnson County in Kansas. Dort besuchte er die öffentlichen Schulen und das Leavenworth Normal College. Während eines anschließenden Jurastudiums unterstützte er seine Familie, indem er nebenbei Geld als Lehrer verdiente. Außerdem wurde er Herausgeber einer Zeitung, die zwei Mal in der Woche erschien, und er wurde auf dem Immobilienmarkt tätig. Als Immobilienmakler hatte er in drei Bundesstaaten Büros. Im Jahr 1895 zog James Brady nach Idaho, wo er sich mit der Wasserkraft und Bewässerungsanlagen beschäftigte.
Brady war Mitglied der Republikanischen Partei. In den Jahren 1900, 1908 und 1916 war er Delegierter auf den Republican National Conventions. Zwischen 1904 und 1908 war er Vorsitzender seiner Partei in Idaho. Er war außerdem Präsident des Trans-Mississippi Commercial Congress und Vizepräsident eines Kongresses, der sich auf Bundesebene mit den Fragen der Bewässerung befasste. Im Jahr 1908 wurde er zum neuen Gouverneur seines Staates gewählt.

## Gouverneur und US-Senator
James Brady trat seine zweijährige Amtszeit als Gouverneur am 4. Januar 1909 an. In seiner Regierungszeit wurde eine Behindertenschule für Blinde und Taube errichtet und das Vorwahlprinzip in Idaho eingeführt. Außerdem wurde Geld für ein Kinderhilfswerk zur Verfügung gestellt. In der Frage der Prohibition entschied man sich in Idaho für eine lokale Lösung. Damit wurde den Kommunen und Bezirken die Entscheidung über Alkoholgesetze überlassen. Nachdem der Versuch einer Wiederwahl im Jahr 1910 gescheitert war, widmete sich Brady zunächst wieder seinen umfangreichen Geschäften.
Nach dem Tod von US-Senator Weldon B. Heyburn wurde Brady in einer Nachwahl zu dessen Nachfolger gewählt. Er löste Kirtland I. Perky ab, der das Amt kommissarisch ausgeübt hatte. Nachdem Brady im Jahr 1914 in eine eigene Amtszeit gewählt worden war, konnte er dieses Mandat insgesamt zwischen dem 24. Januar 1913 und seinem Tod am 13. Januar 1918 ausüben. Brady war im Senat Vorsitzender des Bankausschusses (Committee on National Banks) sowie Mitglied des Committee on Disposition of Useless Executive Papers. Er war zweimal verheiratet und hatte zwei Kinder.